# Unbreakable (Conchita Wurst)
Unbreakable è un brano musicale cantato da Conchita Wurst. È il brano d'esordio della cantante.

## Tracce
1. Unbreakable